# Танковая бригада РККА
Танковая бригада, Отдельная танковая бригада — тактическое формирование (бригада, соединение) танковых (автобронетанковых, бронетанковых и механизированных) войск в РККА.
Сокращённое наименование формирований данного типа, применяемое военнослужащими, в рабочих документах, по первым строчным буквам: танковая бригада — тбр с указанием войскового номера (№).
Танковая бригада бывает отдельной, и может входить в штатный состав корпусов и армий — в таком случае в наименовании тбр может иметься прилагательное «отдельная» (отбр). Танковая бригада занимает промежуточное положение между танковым полком и танковой дивизией. По штату (организационно-штатной структуре (ОШС)), в среднем, в танковой бригаде около двух — трёх тысяч человек личного состава. Штатная должностная категория командира отдельной танковой бригады (танковой бригады) — полковник, ранее в РККА ВС Союза ССР — комбриг.  
За мужество, героизм личного состава и боевые заслуги в период Великой Отечественной войны 68 танковых бригад получили почётное звание — «гвардейская», 112 присвоены почётные наименования, 114 — награждены орденами, а 34 из них заслужили шесть и более наград и отличий. К бригадам, получившим пять и шесть орденов, относятся 1-я, 44-я, 47-я, 50-я, 52-я, 65-я и 68-я гвардейские танковые бригады.

## История
Успехи советской оборонной промышленности в конце 1920-х годов позволили начать моторизацию и механизацию ВС СССР, сначала подразделений, а позже частей и соединений Красной Армии и Флота.

Постановлением Совета Труда и Обороны от 1 августа 1931 года была принята так называемая большая танковая программа, которая исходила из того, что технические достижения в области танкостроения в СССР «создали прочные предпосылки к коренному изменению общей оперативно-тактической доктрины по применению танков и потребовали решительных организационных изменений автобронетанковых войск в сторону создания высших механизированных соединений, способных самостоятельно решать задачи как на поле сражения, так и на всей оперативной глубине современного боевого фронта»— А. И. Радзиевский
Ленинградский «Кировский завод» наращивал производство основных средних танков Т-28. Выпущено их было около 90 штук. Харьковский завод выпускал основные тяжёлые танки Т-35А. Танки Т-28 вместе с Т-35 поступали на вооружение танковых полков РГК. С 1930 года по 1935 год в Красной Армии были сформированы пять тяжёлых танковых полков РГК, они дислоцировались: 1-й — в город Смоленск (Белорусский ВО), 2-й — в Ленинграде (Ленинградский ВО), 4-й — в Киеве (Киевский ВО), 5-й в — Харькове (Харьковский ВО) и 6-й — в Слуцке (Ленинградский ВО). Организация этих полков претерпела несколько изменений. К концу 1935 года они состояли из управления, трёх батальонов по 30 танков в каждом. На их вооружение поступали средние Т-28, а в 5-й полк кроме того и тяжёлые Т-35А танки. 12 декабря 1935 года эти полки были развёрнуты в отдельные тяжёлые танковые бригады. Организация тяжёлых танковых бригад была утверждена Наркомом обороны Союза ССР 12 декабря 1935 года. Бригада на танках Т-28 (1 400 человек личного состава) состояла из управления бригады, батальона боевого обеспечения (взвод РО, сапёрный взвод, взвод химических танков, зенитная батарея, разведывательная рота, 182 человек личного состава), учебного батальона (361 человека личного состава), 2-го танкового батальона на Т-28 (172 человека личного состава), 3-го танкового батальона на Т-28 (172 человека личного состава), 4-го танкового батальона на Т-28 (172 человека личного состава)
Так Союзе ССР первыми в мире начали создавать танковые бригады, в РККА, были сформированы отдельные танковые бригады РГК. 
К концу 1937 года автобронетанковые войска РККА имелись 4 танковых корпуса, 24 отдельные лёгкие танковые бригады и 4 тяжёлые танковые бригады. Среди них:
- 1-я отдельная тяжёлая танковая бригада (город Смоленск, БелВО), в 1939 году получила новый войсковой номер (№) 21, и стала именоваться как 21-я отдельная тяжёлая танковая бригада[10];
- 4-я отдельная тяжёлая танковая бригада;
- 5-я отдельная тяжёлая танковая бригада (КОВО).

В августе 1938 года руководство РККА переименовало все механизированные соединения и части, включая корпуса, в танковые. Бригады с основными танками БТ и Т-26 стали именовать лёгкотанковыми  (лёгкие танковые), с основными танками Т-28 и Т-35 — тяжёлотанковыми (тяжёлые танковые). Лёгкотанковые бригады по штату состояли из управления, четырех отдельных танковых батальонов по 54 основных и 6 артиллерийских танков в каждом, разведывательного, мотострелкового батальонов и подразделений обеспечения, в бригадах тяжёлых танков взводы включали по три танка. Лёгкотанковые бригады входили в состав танковых корпусов.
С увеличением производства основных танков в СССР, в 1940 году на основе отдельных танковых бригад были сформированы танковые дивизии, вошедшие в состав механизированных корпусов (мк).
К 1 декабря 1940 года в РККА было 9 мехкорпусов и 45 танковых бригад.
В начальный период Великой Отечественной войны, из-за больших потерь в танках, понесённых РККА, недостаточным выпуском танков промышленностью СССР в связи с эвакуацией, было принято решение внести существенные коррективы в организационно-штатную структуру (ОШС) частей и соединений автобронетанковых войск РККА ВС СССР. В соответствии с директивой Ставки Верховного Командования № 01 от 15 июля 1941 года началось упразднение мехкорпусов, продолжавшееся до начала сентября 1941 года. В связи с их расформированием танковые дивизии передавались в подчинение командующих армиями, а моторизованные переформировывались в стрелковые дивизии. Из-за этих причин пришлось перейти от дивизионной к бригадной организации автобронетанковых войск РККА, установленной приказом НКО СССР № 0063, а в сентябре 1941 года — и к созданию отдельных танковых батальонов различной штатной численности основного вооружения (от 29 до 36 танков в батальоне).

Приказ о формировании отдельных танковых бригад № 0063 от 12 августа 1941 г.

На основании указаний Государственного Комитета Обороны:

1. Сформировать по штатам согласно приложению № 1 к 1 января 1942 года 120 отдельных танковых бригад (по 7 танков KB, 20 танков Т-34 или Т-50 и 64 танка Т-60).

2. Формирование отдельных танковых бригад провести в следующие сроки:

1) 3 отдельные танковые бригады — в августе месяце 1941 г.

2) 15 отдельных танковых бригад — в сентябре месяце 1941 г.

3) 30 отдельных танковых бригад — в октябре месяце 1941 г.

4) 35 отдельных танковых бригад — в ноябре месяце 1941 г.

5) 37 отдельных танковых бригад — в декабре месяце 1941 г.

3. Отдельные танковые бригады именовать: 1-я отдельная танковая бригада, 2-я отдельная танковая бригада и т. д. до 120-й отдельной танковой бригады.

4. Формирование бригад производить в следующих пунктах: гг. Харьков, Горький, Сталинград, Москва, Ленинград.

5. Формирование танковых бригад вести в Ленинградском, Московском, Северо-Кавказском и Харьковском военных округах, военные советы которых обязать обеспечить формируемые части казарменным помещением и всеми видами довольствия по табелям и штатам и оказывать начальнику ГАБТУ всяческую помощь в деле формирования бригад.

6. Ответственность за своевременное формирование танковых бригад, их укомплектование личным составом и материальное обеспечение возложить на заместителя Народного комиссара обороны и начальника Главного автобронетанкового управления Красной Армии генерал-лейтенанта танковых войск т. Федоренко.

7. Обязать начальника Главного управления кадров Красной Армии генерал-майора т. Румянцева обеспечить бригады командным и техническим составом.

8. Обязать начальника Главного политического управления Красной Армии комиссара I ранга т. Мехлиса обеспечить бригады политическим составом.

9. Обязать начальника Артиллерийского управления Красной Армии генерал-полковника артиллерии т. Яковлева обеспечить бригады вооружением и боеприпасами.

10. Обязать начальника Главного интендантского управления Красной Армии генерал-майора т. Давыдова обеспечить личный состав формируемых бригад обмундированием, питанием и всеми видами довольствия.

11. Начальникам главных и центральных управлений связи, горючего, инженерного, химической защиты обеспечить формируемые бригады всеми видами имущества согласно штатов и табелей.

12. Обязать начальника управления по укомплектованию и службы войск генерал-майора т. Никитина обеспечить бригады красноармейцами и младшим комсоставом.

13. Танковыми экипажами формируемые бригады укомплектовать распоряжением начальника Главного автобронетанкового управления Красной Армии из личного состава запасных танковых полков и учебных танковых батальонов.

Приложение: на 1 листе. (Штат отдельной танковой бригады)— Народный комиссар обороны И. Сталин
Танковые бригады начали формирование в августе 1941 года. Только до конца 1941 года ОШС танковых бригад изменилась трижды, причем каждый раз количество танков уменьшалось.
1. Сначала, по штату № 010/75—010/83 от 23 августа (смешанного состава, на 93 танк и 1 992 человек личного состава), на базе танковых дивизий и полков, выведенных на отдых и укомплектование, поступающей с заводов техникой и призванным из запаса личным составом были сформированы танковые бригады с войсковыми номерами с 1-й по 16-ю, от 121-й до 133-й, от 141-й по 150-ю (без 149-й), а также 31-я, 42-я, 46-я танковая бригады.
- управление бригады — 53 чел.;
- танковый полк — 548 чел.:
  - батальон средних и тяжёлых танков:
    - управление батальона — 2 средних танка;
    - 1-я рота тяжелых танков (KB) — 7 танков;
    - 2-я рота средних танков (Т-34 или Т-50) — 10 танков;
    - 3-я рота средних танков — 10 танков

  - 1-й легкотанковый батальон:
    - управление батальона — 2 лёгких танка;
    - 1-я рота лёгких танков (Т-40 или Т-60) — 10 танков;
    - 2-я рота лёгких танков — 10 танков;
    - 3-я рота лёгких танков — 10 танков;

  - 2-й легкотанковый батальон - 32 танка
- моторизованный стрелковый батальон — 719 чел.:
  - 1-я стрелковая рота;
  - 2-я стрелковая рота;
  - 3-я стрелковая рота;
  - рота истребителей танков;
  - миномётная рота — 12 миномётов;
  - противотанковая батарея — 8 пушек
- зенитный дивизион — 223 чел.:
  - 1-я зенитная батарея — 4 зенитных 37-мм орудий и 6 зенитных пулемётов;
  - 2-я зенитная батарея — 4 зенитных 37-мм орудий и 6 зенитных пулемётов;
  - 3-я зенитная батарея — 4 зенитных 37-мм орудий и 6 зенитных пулемётов
- роты:
  - управления — 149 чел.;
  - разведывательная — 81 чел.;
  - ремонтно-восстановительная — 80 чел.;
  - автомобильная транспортная — 67 чел
- медико-санитарный взвод — 28 чел.;
- Военная прокуратура;
- Военный трибунал

2. Затем, по новому штату № 010/87 от 13 сентября, количество танков в полку уменьшилось до 61 за счёт уменьшения количества лёгких танков (сокращено производство, только ремонт). По этому штатному расписанию сформировались тбр с номерами с 17-й по 23-ю и 25-я танковая бригада.
3. Опыт применения танковых бригад (полкового состава) выявил ряд недостатков в ходе боевых действий, наличие промежуточного звена управления (полка) усложняло управление, командир и штаб танковой бригады иногда лишались возможности оперативно реагировать на изменение обстановки в бою.
Учитывая всё это, в сентябре принят новый штат танковой бригады батальонного состава, и с 9 октября, с переходом от полковой на батальонную структуру, по штату № 010/306 количество танков в бригаде сократилось до 46 (два батальона, в каждом по три роты — тяжёлая в составе 5 KB, средняя — 10 Т-34, и лёгкая — 10 Т-60 или иных лёгких танков) и до 1 471 человека. С этого времени и до июля 1942 года новые и выводимые на доукомплектование танковые бригады создавались по последнему штату.
В огнемётных танковых бригадах (огнтбр) танков по штату было чуть больше — 59, и огнтбр было создано всего лишь две единицы.
Танковые бригады и отдельные танковые батальоны стали основными организационными формами в советских автобронетанковых войсках.
На 1 декабря 1941 года в РККА было 68 отдельных танковых бригад и 37 отдельных танковых батальонов, использовавшихся главным образом для непосредственной поддержки стрелковых войск.
Такая организация в условиях 1941 года была вынужденной. С увеличением мобилизационных возможностей СССР в 1942 году сформирование танковых бригад происходило по штатам № 010/345, № 010/394, № 010/347 … 010/352 от 16 февраля 1942 года.

Приказ о сохранении и выводе на доукомплектование автобронетанковых частей, потерявших боевую материальную часть № 0014 20 января 1942 года.

За последнее время отмечен ряд случаев, когда командующие фронтами и армиями расформировывают танковые соединения и части, оставшиеся в результате боев без танков. Личный состав этих частей используется не по назначению, а транспортные и специальные машины, в которых ощущается острый недостаток, разбазариваются.

Таким образом сколоченные в бою части с ценными кадрами и дорогостоящей материальной частью одним росчерком пера ликвидируются.

Такое положение считаю не только недопустимым, но преступным.

Приказываю:

1. Никаких расформирований танковых частей и соединений без моего разрешения не производить и прекратить всякое изъятие транспортных и специальных машин из танковых войск.

2. Весь начальствующий состав расформированных танковых частей и соединений направить в распоряжение начальника Управления кадров автобронетанковых войск Красной Армии, а младший и рядовой состав откомандировать в запасные танковые полки по указанию начальника Главного автобронетанкового управления Красной Армии.

3. В дальнейшем танковые части и соединения, которые в результате боев остались без боевых машин, выводить в полном составе в тыл, в распоряжение начальника Главного автобронетанкового управления Красной Армии для доукомплектования.

Нарком обороны И. Сталин— ф. 4, оп. 11, д. 67, л. 34-35. Подлинник
16 октября 1942 года народный комиссар обороны СССР издал приказ, который требовал использовать танковые бригады и танковые полки для непосредственной поддержки стрелковых войск, а танковые корпуса и механизированные корпуса в качестве эшелонов развития успеха с целью разобщения и окружения крупных группировок врага.

Танковая бригада РККА, ноябрь 1943 по штатам № 010/500—010/506.

В 1942 году в связи с воссозданием танковых корпусов, а затем и механизированных корпусов были сформированы танковые бригады, вошедшие в их состав. Танковая бригада включала два танковых и один мотострелково-пулемётный батальоны, а также ряд отдельных подразделений (всего 53 танка). В дальнейшем организационно—штатная структура танковых батальонов в танковых бригадах совершенствовалась с целью повышения её самостоятельности, ударной и огневой мощи. 
С ноября 1943 года тбр имела три танковых батальона, моторизованный батальон автоматчиков, зенитную пулемётную роту и другие подразделения (всего 65 танков Т-34 (М-4). 
- Управление бригады:
  - Штаб
  - Штабная рота
- Средний танковый батальон:
  - Штаб (2 танка Т-34 с радиостанцией)
  - 3 танковые роты (10-14 танков Т-34 в каждой)
- Легкотанковый батальон:
  - Штаб (1 танк Т-70 с радиостанцией)
  - 2 танковые роты (по 10 танков Т-70)
- Мотострелково-пулемётный батальон
  - 1 отряд связи
  - 1 взвод бронеавтомобилей
  - 2 мотострелковые роты (2 станковых пулемёта, 9 ручных пулемётов, 3 ПТР на каждую)
  - 1 рота автоматчиков
  - 1 миномётная рота (6 82-мм миномётов)
  - 1 административный взвод
- Противотанковая батарея: 4 76,2-мм орудия
- административные подразделения
- медицинский взвод

Вооружение и военная техника (ВВТ): 20 РП, 4 станковых пулемёта, около 250 ПП, 6 82-мм миномётов, 4 76,2-мм пушки, 6 автоматов, 32—44 танка Т-34, 21 танк Т-70, 3 бронемашины, 4 легковых автомобиля, 121 грузовик, 7 тракторов, 12 мотоциклов, около 1 058 или 1 264 человек.
Примечание: По всей видимости, было два штата формирования. В одном было 10 Т-34 на роту, в другом — 14. Этим и объясняются две цифры численности.
- Управление бригады: 
  - Штаб
  - Штабная рота
- 2 танковых батальона: (по 147 человек в каждом)
  - Штаб батальона
  - 1 рота тяжёлых танков (5 танков КВ-1)
  - 1 рота средних танков (10 танков Т-34)
  - 1 рота лёгких танков (8 танков Т-70)
  - 1 административный взвод
- Мотострелково-пулемётный батальон
  - 1 отряд связи
  - 1 взвод бронеавтомобилей
  - 2 мотострелковые роты (2 станковых пулемёта, 9 РП, 3 ПТР на каждую)
  - 1 рота автоматчиков
  - 1 миномётная рота (6 82-мм миномётов)
  - 1 административный взвод
- Противотанковая батарея: 4 76,2-мм орудия
- Зенитная батарея: 4 37-мм зенитные пушки
- Административные подразделения
- Медицинский взвод

Вооружение и военная техника: 10 танков КВ-1, 20 танков Т-34, 16 танков Т-70, 3 бронеавтомобиля, 4 легковых автомобиля, около 100 грузовиков, 5 тракторов, 12 мотоциклов, 1065 человек.
В 1945—1946 годах, в связи с демобилизацией СССР, танковые бригады были переформированы в танковые полки.

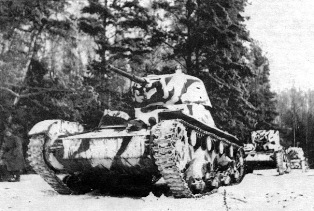
Танковая колонна Т-26, перед битвой под Москвой, декабрь 1941 года.
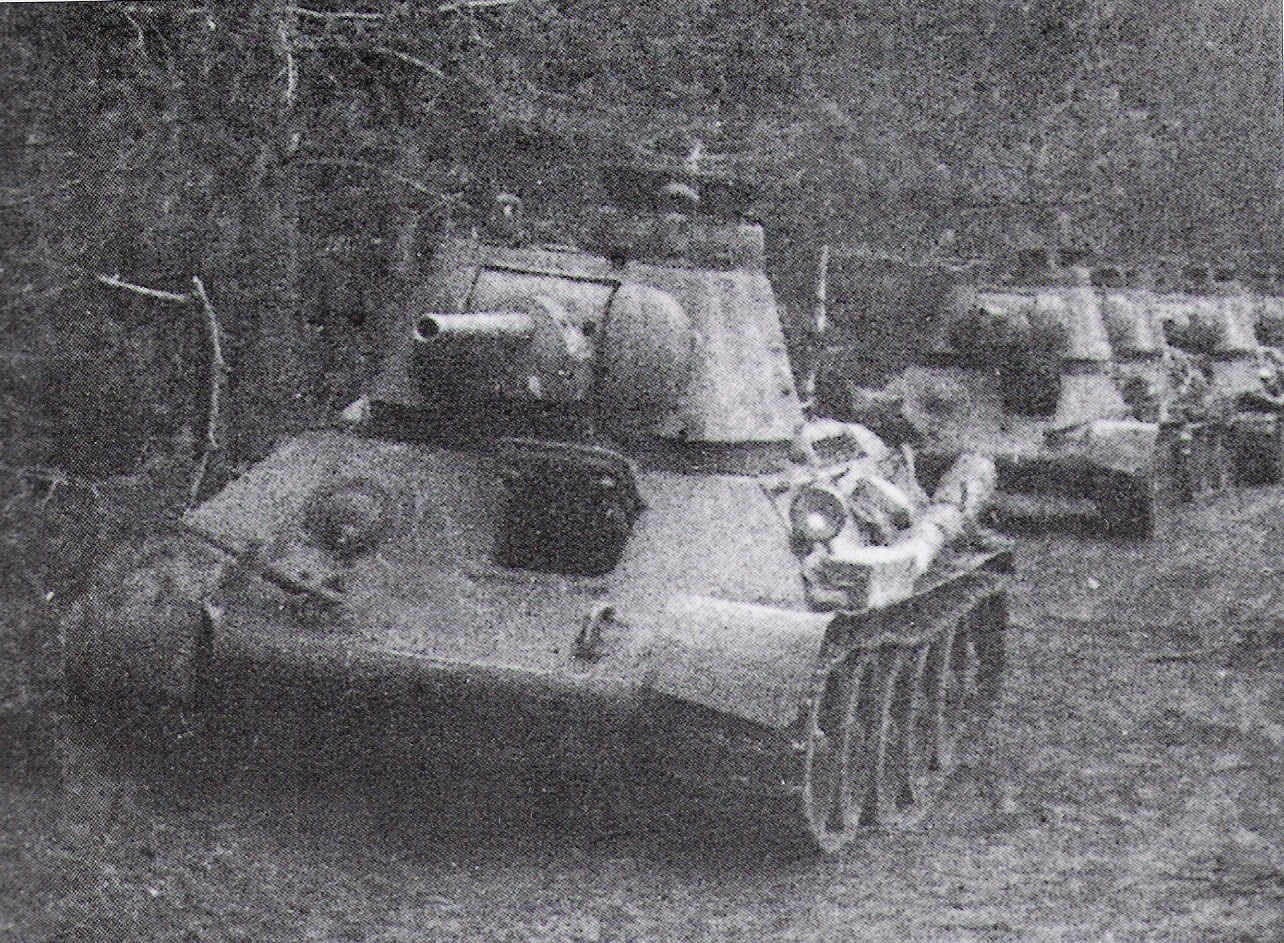
Танковая колонна перед освобождением Киева, ноябрь 1943 года
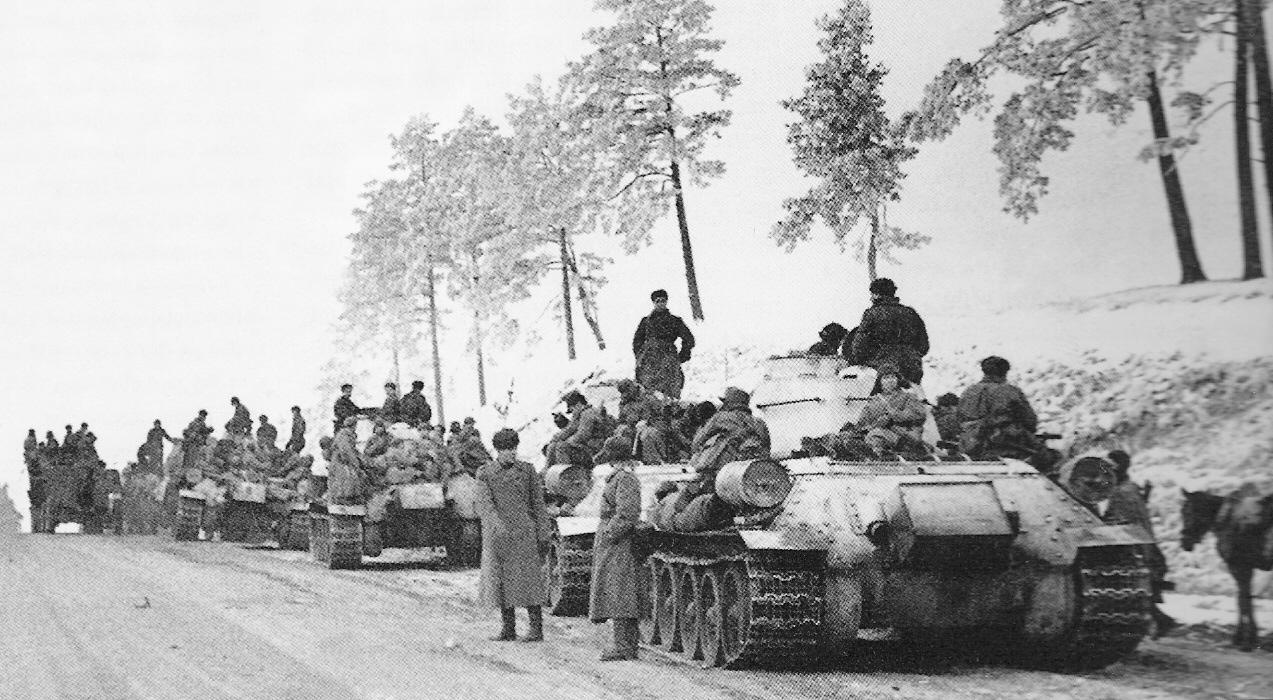
Танковая колонна 3 Гв.ТА, Житомирско-Бердичевская наступательная операция, 1944 год.
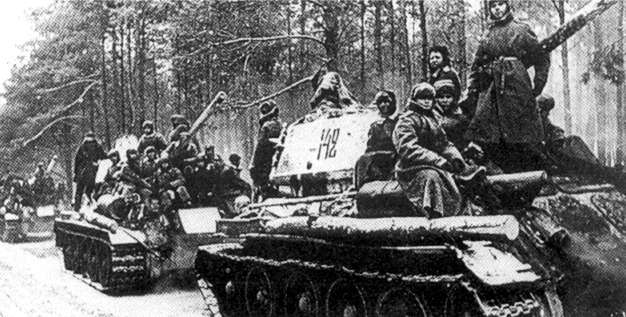
Советские танкисты на Одере, 1945 год.

## Состав

Организационная структура тяжёлой танковой бригады (ттбр) РККА 1936 года.

Структура ттбр на 1945 год.

В период Великой Отечественной войны в РККА в состав танковой бригады Автобронетанковых войск (до декабря 1942 года) и Бронетанковых и механизированных войск (до 1953 года) входили
В ходе Великой Отечественной войны штат танковой бригады менялся много раз. Так, по штату 010/75 от августа 1941 года формировались бригады с 93 танками (7 КВ, 22 Т-34, 64 легких), затем, согласно штату 010/87 от сентября, количество танков уменьшилось до 67 (7 КВ, 22 Т-34, 32 легких). Однако уже в декабре штатное (штат 010/303 — 010/310) количество танков сократилось до 46 (10 КВ, 16 Т-34, 20 легких). В январе 1942 года были введены штаты бригад типа "С" по 46 танков в каждой (штат 010/317 (10 КВ, 16 Т-34, 20 легких) и 010/318 (20 Т-34, 26 легких)) для стрелковых и кавалерийских дивизий соответственно. В феврале появился штат 010/345 — 010/352 (10 КВ, 20 Т-34, 16 легких). Постепенно на него переводились ранее сформированные бригады.
Так же в феврале ввели штат 010/343, по которому бригада имела 27 танков (5 КВ, 22 Т-34), но не имела собственных тылов, а ее обеспечение возлагалось на базу снабжения соединения, которому она придавалась. В июле 1942 года вступил в силу штат 010/280 — 010/287 с 40 танками (24 Т-34, 16 Т-70) и 010/270 — 010/277 с 53 танками (32 Т-34, 21 Т-70), а в сентябре — 010/240 — 010/248 с 49 танками (5 КВ, 24 Т-34, 20 Т-70). Впрочем, в следствии того, что отдельные танковые батальоны, включаемые в формируемые бригады так же могли иметь разные штаты, то количество танков в бригадах "плавало". Так же не редкими являлись бригады с 65 танками (44 Т-34, 21 Т-70). К началу 1943 года танковые бригады содержались по семи штатам, от 27 танков до 65. Впрочем, наибольшее количество бригад формировалось по штату 010/270 — 010/277.
Переход на единые штаты был начат только в ноябре 1943 года — 65 танков Т-34 (штат 010/500 — 010/506).

## Сокращённые наименования танковых бригад
Помимо полного наименования танковых бригад (например, 4-я Гвардейская Берлинская ордена Ленина Краснознамённая танковая бригада имени Л. И. Брежнева (сокращённо, 4 гв. тбр), в ВС советского и современного периодов России приняты следующие сокращённые наименования:
- гв. — гвардейская;
- гв. отбр — гвардейская отдельная танковая бригада;
- гв. тбр — гвардейская танковая бригада;
- отбр — отдельная танковая бригада;
- оогнтбр — отдельная огнемётная танковая бригада;
- тбр — танковая бригада;
- лтбр — лёгкая танковая бригада
- ттбр — тяжёлая танковая бригада;
- утбр (учтбр) — учебная танковая бригада;
- номер сформирования отбр (тбр) — (I), (II), (III)

### Сноски
1. ↑  Соединение // Радиоконтроль — Тачанка / [под общ. ред. Н. В. Огаркова]. — М. : Военное изд-во М-ва обороны СССР, 1980. — (Советская военная энциклопедия : в 8 т. ; 1976—1980, т. 7).
2. ↑  Боевой приказ командующего войсками 50-й армии № 72 на наступление в районе Зайцева Гора, Екатериновка в ночь на 22.4. 1942 г. Дата обращения: 8 июля 2021. Архивировано 20 апреля 2021 года.
3. ↑  Гвардия советская — статья из Большой советской энциклопедии.
4. ↑  Военная энциклопедия, 1995, Приложение 3. «Гвардейские бригады и полки, особо отличившиеся в период Великой Отечественной войны 1941-45 (заслужившие шесть и более наград и отличий)», с. 535.
5. ↑  Крупченко, 1973, Заключение, с. 329.
6. ↑  Радзиевский, 1977, 1. Советские бронетанковые войска накануне войны, с. 7.
7. ↑  Сайт Военное обозрение. Многобашенные танки РККА.
8. ↑  М. Барятинский, М. Павлов., Средний танк Т-28.
9. ↑  Газета "Красная Звезда, Бронетанковый щит России, Интервью Ф. Бондаренко с В. А. Болдыревым, 13 сентября 2008 года. Дата обращения: 21 мая 2012. Архивировано 14 апреля 2009 года.
10. ↑  Сайт Единая и Неделимая.
11. ↑  Директива Ставки ВК № 01 главнокомандующим войсками Северо-Западного, Западного и Юго-Западного направлений, командующим войсками фронтов, военных округов и армиями об использовании опыта войны. 15 июля 1941 г. docs.historyrussia.org. Дата обращения: 11 июля 2021. Архивировано 11 июля 2021 года.
12. ↑  Русский архив Т. 13(2-2), 1997, Приказ о формировании отдельных танковых бригад. 12 августа 1941 г. // ф. 4, оп. 11, д. 62, л. 245 — 248. Подлинник, с. 51—53.
13. ↑  Феськов, 2003, Глава 4. «I. Организационно-штатная структура войск в разные периоды войны», с. 186—187.
14. ↑  Необходимо задать параметр url= в шаблоне {{cite web}}. [ Сайт «Милитера», «Военная Литература», Первоисточники.] Дата обращения: 21 мая 2012. Архивировано 16 ноября 2010 года.
15. ↑  Organization of various Russian Armored Brigades October 1943. United States Army Combined Arms Center. Дата обращения: 12 ноября 2023. Архивировано 12 ноября 2023 года.
16. ↑  143-я отдельная танковая бригада. Дата обращения: 21 декабря 2014. Архивировано 21 декабря 2014 года.